# بعد الحياة (مسلسل تلفزيوني)
بعد الحياة هو مسلسل تلفزيوني كوميدي سوداء بريطاني تم إنشاؤه وإنتاجه وإخراجه بواسطة ريكي جيرفيه (الذي يلعب دوره الرئيسي أيضًا) ، تم عرض مسلسل لأول مرة في 8 مارس 2019 على نتفليكس .

## القصة
يتبع مسلسل بعد الحياة شخصية توني ، الذي كانت لديه حياة مثالية قبل وفاة زوجته بعد معركة مع سرطان الثدي. بعد التفكير في الانتحار ، يقرر بعد ذلك أن يعيش لفترة كافية لمعاقبة العالم على وفاة زوجته بالقول وفعل كل ما يريد. على الرغم من أنه يفكر في الأمر كقوة عظمى ، إلا أن الوضع يصبح صعباً عندما يبدأ كل من حوله في جعله شخصًا أفضل من جديد. 

## الإطلاق
في 22 فبراير 2019 تم إصدار المقطع الدعائي الرسمي للسلسلة.  في 8 مارس 2019 أصدرت Netflix جميع الحلقات الست للموسم الأول.

## روابط خارجية
- بعد الحياة على موقع IMDb (الإنجليزية)
- بعد الحياة على موقع ميتاكريتيك (الإنجليزية)
- بعد الحياة على موقع روتن توميتوز (الإنجليزية)
- بعد الحياة على موقع نتفليكس (الإنجليزية)
- بعد الحياة على موقع فيلمافينيتي (الإسبانية)
- بعد الحياة على موقع كينوبويسك (الروسية)
- بعد الحياة على موقع ألو سيني (الفرنسية)
- بعد الحياة على موقع قاعدة بيانات الفيلم (الإنجليزية)